# Oleg Matwejewitsch Nefjodow
Oleg Matwejewitsch Nefjodow, russisch Олег Матвеевич Нефёдов (* 25. November 1931 in Dmitrow, Region Moskau; † 28. Juli 2023) war ein russischer Chemiker (Organische Chemie).
Nefjodow erwarb 1954 seinen Abschluss an der Mendelejew-Universität für chemische Technologie (MUCTR) in Moskau, wurde dort 1957 promoviert und war danach am N.-D.-Zelinsky-Institut für Organische Chemie der Sowjetischen Akademie der Wissenschaften. Ab 2009 war er Professor an der Lomonossow-Universität.
Er befasste sich mit kleinen organischen Molekülen (wie Cyclopropane, Cyclopropene, Diazoverbindungen und ihrer Verwendung in organischer Synthese) und mit Carbenen (unter anderem Methoden für deren Stabilisierung). Er entwickelte neuartige organische Syntheseverfahren zum Beispiel für aromatische Fluorverbindungen. Er wirkte in Russland schulbildend und betreute mehr als 70 Doktoranden und Habilitanden.
Er war an der Entwicklung des Raketentreibstoffs Syntin beteiligt.
1987 wurde er volles Mitglied der Sowjetischen Akademie der Wissenschaften (korrespondierendes Mitglied seit 1979). 1988 bis 2001 war er deren Vizepräsident.  Er erhielt 2014 den Demidow-Preis, er erhielt die Mendelejew-Goldmedaille (1998), zwei Staatspreise der UdSSR (1983, 1990) und den Orden des Roten Banners der Arbeit sowie andere staatliche Auszeichnungen. Der Ukrainischen Akademie der Wissenschaften gehört er als auswärtiges Mitglied an.
1999 bis 2007 war er im Exekutivausschuss der International Union of Pure and Applied Chemistry. Er war Vorsitzender des Nationalkomitees russischer Chemiker und des Koordinationsrats der Akademie der Wissenschaften für Chemie. Er war Ehrenmitglied der Royal Society of Chemistry, Mitglied der chinesischen chemischen Gesellschaft und der Akademien der Wissenschaften in Georgien und Ukraine.
1990/91 war er im Zentralkomitee der KPdSU.